# Miguel Enríquez (corsario)
Miguel Enríquez o Henríquez (1674-1743) fue un corsario afroespañol puertorriqueño del siglo XVIII. Hijo de una antigua esclava mulata, progresó como corsario guardacostas hasta comandar flotas de decenas de naves y se convirtió en un activo indispensable del Imperio español, recibiendo numerosas condecoraciones por sus combates contra ingleses, franceses y holandeses en el transcurso de su carrera. Entre éstas se cuentan la Medalla de Oro de la Real Efigie, concedida por el rey Felipe V en 1713, y el título de Capitán de Mar y Guerra y Armador de Corsos de Puerto Rico.
A pesar de sus orígenes, Enríquez amasó una de las mayores fortunas privadas de las Américas y llegó a ser el hombre más rico del Caribe en su época, dueño de negocios mercantiles, manufacturas, haciendas y esclavos, por todo lo cual se le ha considerado el corsario más exitoso del mundo hispánico durante su apogeo. Al final de su vida, había sido dueño de más de 300 barcos y dado trabajo a 1500 marineros. Se le depuso y encarceló por enemistades políticas en varias ocasiones, pero su influencia le permitió salir indemne y reconstruir su imperio privado cada vez, exceptuando la última de ellas, ocasionada por cambios políticos, tras la que se retiró y vivió sus últimos años en abandono y completa pobreza.
Su figura fue rescatada parcialmente por autores puertorriqueños a principios del siglo XX, como Salvador Brau, José Luis González y Arturo Morales Carrión. En 2010, las ruinas de la Ermita de Nuestra Señora de la Candelaria, construida por Enríquez en 1735, fueron declaradas memoria histórica por la Asamblea Legislativa de Puerto Rico.

## Biografía

### Origen
Enríquez era hijo ilegítimo de un aristócrata blanco no identificado por las fuentes y de la liberta Graciana Enríquez, a su vez de padre blanco y abuela guineana o angoleña, que recibió su apellido de su anterior amo. Se ha especulado con que su padre podría haber sido un miembro de la Iglesia Católica, con lo que nunca se habría profundizado en su ascendencia para evitar el escándalo. Pasó sus primeros años trabajando como zapatero en Puerto Rico, pero aprendió a leer y escribir,  poseía aptitudes y alternó un corto servicio militar con unos escarceos con la justicia por contrabando.

### Capitán de Mar y Guerra
En 1701 obró como mercader al servicio del gobernador Gabriel Gutiérrez de la Riva, y dos años más tarde se le contrató como guardacostas, uno de los corsarios que serían utilizados por los gobernadores hispánicos caribeños para contrarrestar las operaciones de sus enemigos ingleses, franceses, holandeses y daneses durante la entonces activa guerra de sucesión española. El gobernador había tenido la idea de contratar a Enríquez porque, por sus orígenes y calidad, los enemigos políticos de Gutiérrez nunca creerían que se trataba de un corsario oficial y así podría deshacerse de él en caso de complicaciones. Sin embargo, Enríquez resultó ser un hombre de acción natural, volviéndose un capitán rico e influyente casi de la noche a la mañana. A la muerte del gobernador el mismo año, que fue sucedido por otros nueve gobernadores igualmente fugaces, Enríquez ya era el corsario más efectivo de Puerto Rico.

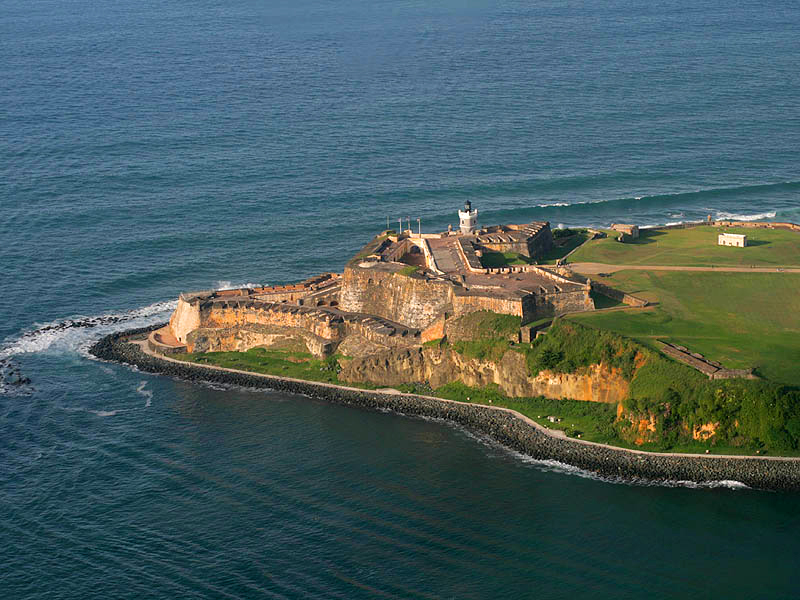
Castillo San Felipe del Morro en San Juan, Puerto Rico.

Enríquez prefería al principio operar desde el anonimato, incluso manteniendo sólo dos barcos con 100-200 hombres y sólo reemplazándolos por causa de bajas o capturas en combate. Sin embargo, a raíz de una amonestación que recibió cuando uno de sus buques, el Santo Tomás, capturó un navío español acusándole erróneamente de pertenecer al contrabando británico, Enríquez decidió vivir públicamente y en cooperación con las autoridades. En 1707, tirando de su creciente influencia económica y política, fue nombrado Capitán de Mar y Guerra, llegando a ser además felicitado personalmente por carta por el rey Felipe V por su labor. Así, comenzó a juntar una pequeña flota con astilleros propios, con la cual interceptaba a los mercantes, contrabandistas y bucaneros extranjeros en los alrededores de las Islas Vírgenes, Curaçao y Jamaica. Tejió relaciones útiles con la clase alta puertorriqueña, aunque su profesión le atrajo enemistades políticas que durarían toda su carrera, ya que los corsarios, por laureados que fueran, operaban en el mismo borde entre la piratería y la legalidad, máxime cuando el mismo Enríquez era de bajos orígenes.
Durante los próximos años Enríquez se convertiría en un agente paramilitar vital para la monarquía hispánica, creando una red de mensajería entre los puertos de San Juan y Aguada y el resto de los virreinatos, financiando fortificaciones y hospitales locales de su propio bolsillo, y cuando era necesario, transportando misioneros, agentes y carga fuera de los registros oficiales. En 1710, recibió incluso una rara autorización oficial para participar en la trata de esclavos, extendiendo así una red comercial que iba desde Puerto Rico hasta Maracaibo y la Jamaica inglesa. Ni siquiera las habituales admoniciones por su sobornos y pequeños fraudes contrabandistas le impidieron ser nombrado caballero español en 1712, para asombro y desprecio de la aristocracia local, que no podían comprender que un hijo de esclavos recibiera tales honores.
El ahora conocido como Don Miguel comandaba ya una armada de más de treinta navíos, de los que perdió una docena en los encarnizados combates marítimos y a los que añadió una veintena más, a menudo presas reconvertidas. Sus barcos más conocidos eran La María, San José, La Gloria, La Perla, San Antonio, Los Montes, Nuestra Señora del Rosario y El Jenízaro, nombres que Enríquez reciclaba para nuevos navíos si los anteriores eran hundidos o capturados por el enemigo. La flota enriquiana alcanzó mayor importancia estratégica que la propia Armada de Barlovento de la corona, protegiendo las Antillas con éxito de incursiones extranjeras y convirtiendo el puerto de San Juan en uno de los más importantes y seguros del Caribe.
A pesar de que el epicentro de su poder se encontraba en Puerto Rico, los buques de Enríquez llegaron a hostigar a los ingleses hasta las mismas costas atlánticas de Nueva Inglaterra, en el norte de los actuales Estados Unidos, ante las que el capitán boricua había apostado un buque espía para una misión que aún se desconoce. En 1714, una de sus balandras, la San Miguel, logró apresar a una fragata inglesa a la altura de Filadelfia, trayéndola hasta San Juan.

### Caída temporal y nuevo ascenso
A partir de 1713, el nuevo gobernador de Puerto Rico, Juan de Ribera, desechó cooperar con Enríquez, celoso de su éxito, y comenzó a organizar su propia red corsaria paralela, recurriendo a confiscar gradualmente los bienes del capitán, enviarle órdenes absurdas y tratar de desacreditarle como malhechor e incompetente ante las autoridades virreinales. Esto ocasionó que Enríquez, que había perdido enormes cantidades de dinero manteniendo los sueldos de sus tripulantes y empleados, se viera obligado a despedir a varios de ellos, los cuales tuvieron que dedicarse a la piratería y causaron grandes disturbios. La situación se prolongó hasta el fin de la guerra de sucesión española en 1715, cuando Enríquez, después de pensar en dejar Puerto Rico por Santo Domingo, demandó finalmente a Ribera ante la corona con la ayuda del anterior gobernador Francisco Danío Granados. El corsario boricua obtuvo la victoria legal, y la corona ordenó deshacer las acciones de Ribera, tomar sus bienes y deponerle, tras lo que el corrupto exgobernador fue llevado a España en cadenas.

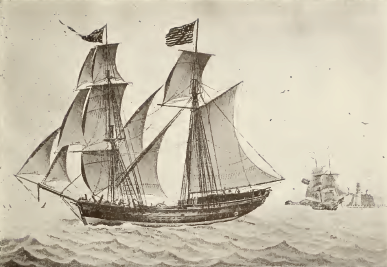
Bergantín, tipo de barco muy utilizado en el Caribe de la época.

Para rehacerse de sus pérdidas, Enríquez propuso al gobernador sustituto, José Carreño, que formasen una flota miliciana y conquistaran la isla inglesa de St. Thomas, pero no recibió apoyo, y con la llegada del nuevo mandatario Alberto Bertodano y Navarra, regresó a la actividad del corso. Invirtió tres años en volver a recuperar su poderío y ganancias, y en su transcurso logró reunir una flota todavía más poderosa que antaño gracias a su experiencia, adquiriendo buques como El Águila, La Perla, La Aurora, La Pequeña Aurora, El Fénix, El Delfín, La Modista, Nuestra Señora de Altagracia, Nuestra Señora del Rosario y San Miguel y las Ánimas. La armada tuvo un importante bautismo de fuego al capturar ocho navíos holandeses de una vez -dos de ellos embarcaciones españolas capturadas- que habían penetrado en aguas españolas, llevando al gobernador inglés de St. Thomas a elevar una queja por la belicosa respuesta hispana.
Llegado a este punto, era el mayor mercader y potentado de Puerto Rico, con numerosos almacenes de comercio, haciendas, granjas y plantaciones de grano y la siempre lucrativa caña de azúcar. En una época en que el propietario blanco promedio poseía sólo un puñado de esclavos, Enríquez llegó a tener 300 a la vez, con los que era notoriamente estricto. A pesar de su permiso de comercio, la mayoría de sus esclavos no habían sido adquiridos por compra, sino tomados de buques negreros enemigos. Sin embargo, también era famoso por sus obras de caridad y por financiar numerosas construcciones civiles y militares. Su influencia se extendía sobre los gobernadores, militares y obispos locales. Tenía en su poder una Real Cédula Auxiliar, que le permitía recabar ayuda de parte del Consejo de Indias por personal que fuera la causa.

### Guerras contra Inglaterra

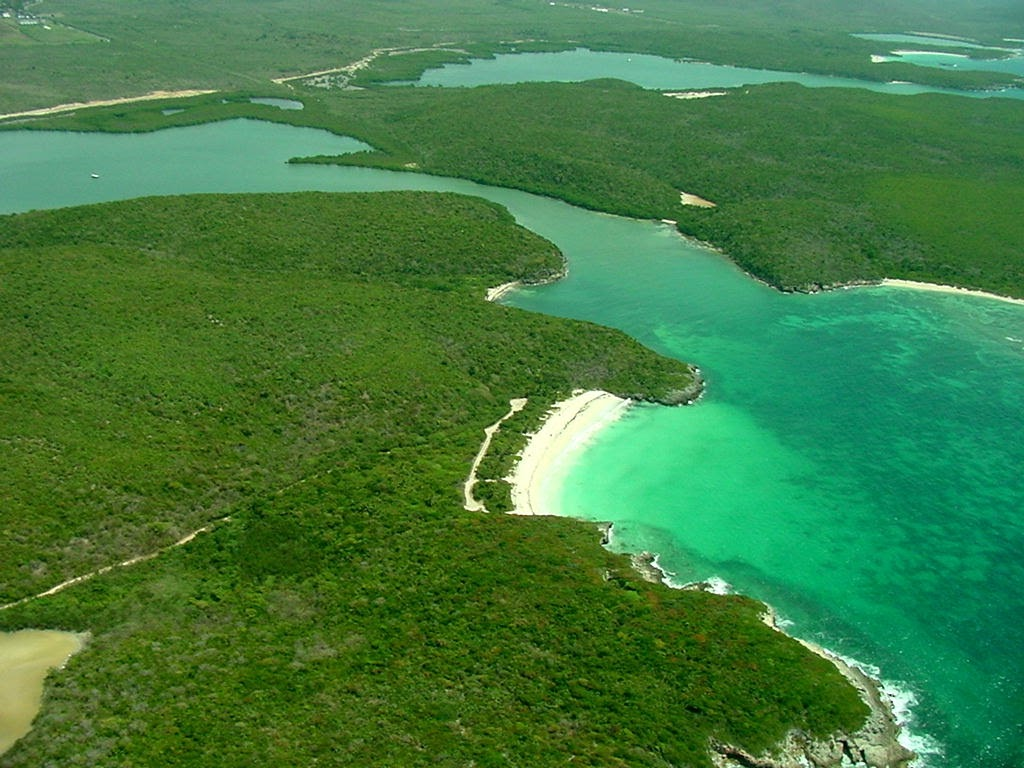
Bahía de la Isla Vieques.

En 1717, al investigar la desaparición de uno de sus barcos, en realidad capturado por los ingleses, Enríquez descubrió que un centenar de británicos habían erigido un asentamiento ilegal en la isla española de Vieques, sobre la que no reconocían soberanía hispánica. Durante su transcurso interceptaron un bote con esclavos negros fugados de St. Thomas en busca de asilo en el Imperio español, ya que era bien conocido que todo esclavo extranjero refugiado en el Imperio español obtenía la libertad a cambio de bautismo y servicio militar, pero Enríquez, indiferente a su propia ascendencia esclava y africana, los capturó y los declaró ganancia obtenida en el corso, llevando a una serie de discusiones legales. Por intercesión del gobernador, los esclavos fueron liberados y se les concedió lo que buscaban.
En todo caso, el gobernador Bertodano organizó una flotilla para expulsar a los ingleses de Vieques. La flota, compuesta por cinco navíos tripulados por cerca de 300 militares, milicianos y corsarios, sería comandada por José Rocher de la Peña de la Armada de Barlovento, con Enríquez aportando dos de las naves, entre ellas La Perla, que servía como capitana. La flota asaltó la isla y, gracias a su superioridad numérica y estratégica, derrotó fácilmente a los ingleses, acabando con 30 hombres y capturando vivos a 59 antes de quemar su fuerte, sufriendo sólo una baja hispana. A su retorno a Puerto Rico fue recibido como un héroe nacional por sus contribuciones durante todo el episodio, y España aprovechó el tirón diplomático de la cuantiosa captura devolviendo a los prisioneros a Inglaterra. Otro pequeño escándalo sucedería a continuación, ya que Enríquez capturó con La Perla un navío inglés proveniente de Bermudas y trató de quedarse también con los 72 esclavos que transportaba, lo cual le ganó una amonestación, esta vez porque su acción se consideró parte de la anterior expedición militar y, como tal, los esclavos debían ir a la corona como botín de guerra.
Al estallar la guerra de la Cuádruple Alianza en 1718, uno de los navíos de Enríquez, La Modista, capturó tres buques ingleses en una misión de reconocimiento, y cuando un corsario inglés trató de intervenir, también él cayó apresado tras una dura batalla y fue llevado a San Juan. La trayectoria de La Modista continuó con la toma de un barco inglés cargado de provisiones militares y de una fragata francesa, La Trinidad de Burdeos, que Enríquez donó gratuitamente a la corona. Durante toda esta época, Enríquez prestó varios barcos para misiones diplomáticas y transporte de correos y documentos reales. Tampoco dejó de dedicarse al comercio, en el que a menudo usaba sus permisos corsarios para saltarse las prohibiciones sobre el contrabando. Sin embargo, llegó a tener autorización legal para importar bienes prohibidos. En 1720, colonos daneses volvieron a establecerse ilegalmente en la isla de los cayos de San Juan, por lo que Enríquez volvió a ofrecer sus servicios para expulsarlos, pero la burocracia y el Tratado de La Haya lo hicieron imposible.

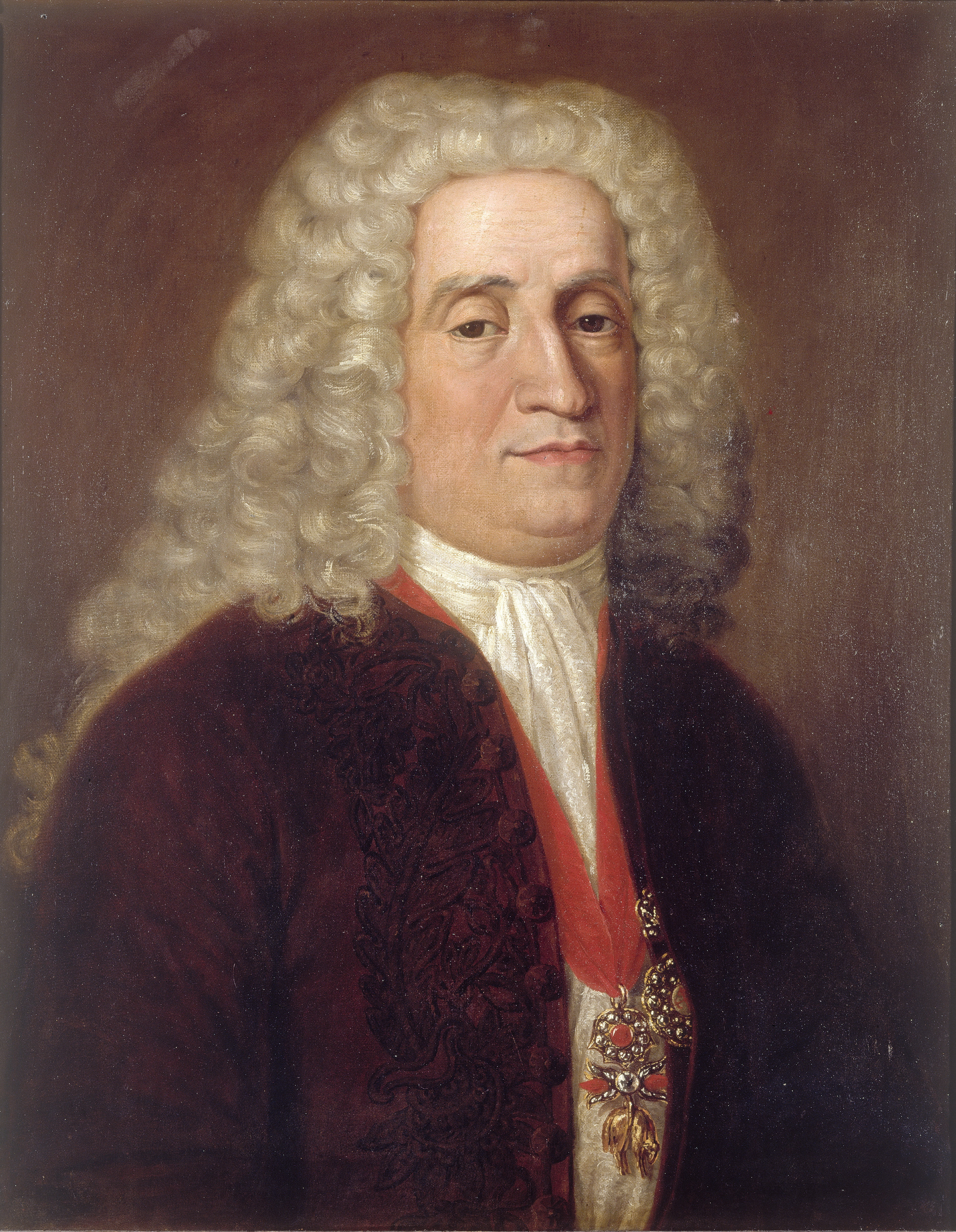
José Patiño Rosales, encargado de la Armada española.

Con el segundo mandato de Francisco Danío como gobernador, su relación con Enríquez se enturbió, y el corsario se encontró de nuevo con una autoridad dispuesta a minar la suya, aunque esta vez el mulato fue capaz de mantener activa la mayor parte de su flota. Danío llegó a encarcelarle en el Castillo San Felipe del Morro con la excusa de desacato, pero sólo brevemente, y también le confiscó múltiples propiedades durante tres años, aunque de nuevo sin lograr apoderarse de la mayor parte de su fortuna, que tenía escondida en forma de joyas y oro. Por estas mismas fechas, uno de los corsarios de Enríquez, Mateo de Luque, fue capturado y ahorcado con casi toda su tripulación en Jamaica. Danío volvió a encarcelar a Miguel al año próximo acusándole de impago, pero uno de los procuradores enriquianos, Antonio Camino, preso con él, pudo escapar a España, donde consiguió la liberación del corsario y la destitución del gobernador en 1724.
Enríquez prosperó bajo el nuevo gobernador José Antonio de Mendizábal, quien para variar se mostraba afín al mulato. En 1727, el ministro José Patiño Rosales declaró que la armada enriquiana era indispensable para lograr competir navalmente contra Gran Bretaña, y en efecto tuvo una destacada actuación en la guerra anglo-española de 1727-1729, en la que capturó 56 mercantes ingleses, una buena parte de la marina mercante británica. Los ingleses, que habían puesto a Enríquez el apodo de "The Grand Archvillain" ("El Gran Archivillano") y del que contaban que era esencialmente el rey del Caribe, quedaron tan ahítos de sus actividades que la Cámara de los Comunes de Gran Bretaña interpuso una queja oficial a España, solicitando la devolución de sus buques a través de su embajador en Madrid. Inglaterra envió también varios navíos de guerra para combatir las actividades de Enríquez, pero no tuvieron éxito, y el corsario boricua volvió a ser objeto de discusión y preocupación en la Cámara de los Comunes doce veces en menos de cinco años.
Enríquez aprovechó esta cima de su éxito para solicitar a Patiño ser nombrado almirante, pero no obtuvo respuesta. La oportunidad de lograrlo se perdió cuando la evolución de la política internacional trajo la paz con Gran Bretaña y una menor preocupación hispana en el Atlántico, lo que dio comienzo al declive final del corsario. Había sufrido además la deserción de Camino, con el que se enfrentó tras una misión fallida del procurador en la Habana.

### Caída y muerte
Enríquez terminó por perder su posición en 1731 bajo acusaciones impulsadas por el nuevo gobernador, Matías de Abadía, que removió la Corte para analizar todos los incidentes de las décadas pasadas en contra del corsario, ahora desprovisto de su protección de antaño. Antes bien, de caer, lo haría como chivo expiatorio para la incomodidad tanto de sus enemigos locales como de los británicos. Para 1733, ya retirado del oficio de corsario, Enríquez había perdido todos sus barcos y, puesto que la totalidad de la fortuna no daba para los pagos millonarios que se le exigían con dudosa razón, le fue embargada al completo dos años más tarde. Al morir su hijo Vicente y enterarse de que iba a ser encarcelado, Enríquez se acogió al Convento de Santo Tomás, desde donde envió cartas tratando de recabar el auxilio del rey Felipe, sin obtener más respuesta que un tibio rechazo. Enríquez permaneció ocho años en el convento, abandonado por sus antiguos aliados, a excepción de su contable Antonio París Negro y sus contactos en el clero puertorriqueño, hasta fallecer de muerte súbita a sus sesenta años, poco después del propio Abadía. Su hija Rosa afirmaría que fue envenenado.

## Descendencia
Nunca se casó, pero se le conocen varias amantes, como Elena Méndez, Teresa Montáñez, María Valdés y Ana Muriel, con las que tuvo ocho hijos, entre ellos Vicente (fallecido en 1735) y Rosa Enríquez. Al menos 21 de sus esclavos se apellidaron Enríquez, pero se desconoce si también eran hijos de Miguel o sólo adoptaron su apellido como era la costumbre.

## En la cultura popular
Enrique Laguerre escribió en 1996 la novela Miguel Enríquez: Proa libre sobre mar gruesa. Ángel López Cantos, estudioso de su figura histórica, le siguió en 1997 con Mi tío, Miguel Enríquez.
El cómic Miguel Enríquez, corsario puertorriqueño, publicado por el Instituto de Cultura Puertorriqueña en 2007, relata su vida.
Enríquez formó parte de la promoción iberoamericana del videojuego de Ubisoft Assassin's Creed IV: Black Flag, como parte de un registro web que permitía a los jugadores comprobar su descendencia de figuras históricas.
En 2016, Raúl Ríos Díaz dirigió un documental epónimo sobre la vida de Miguel Enríquez. El cortometraje ganaría el primer premio en el Festival de Cine de San Juan.
Enríquez aparece en el documental de 2017 El legado de una Isla: Las fortificaciones del Viejo San Juan, en el cual es interpretado por Modesto Lacen.